# Triển lãm ô tô Los Angeles
Triển lãm ô tô Los Angeles là triển lãm ô tô thường niên được tổ chức tại Trung tâm Hội nghị Los Angeles vào đầu tháng 12. LA Auto Show là một triển lãm quốc tế được OICA phê chuẩn và cũng được Hiệp hội đại lý xe hơi mới Los Angeles chứng thực.

## Dòng thời gian

### 2021
Triển lãm ô tô Los Angeles 2020 dự định mở cửa từ 20 đến 29 tháng 11, với 4 ngày dành cho báo chí từ 16 đến 19/11. Đây cũng là lần đầu tiên công nghiệp ô tô Việt Nam có hãng xe tham dự triễn lãm bên kia châu lục. Do ảnh hưởng của Đại dịch COVID-19, triển lãm 2020 được dời sang 21-31 tháng 5 năm 2021. Triển lãm lần nữa rời ngày tổ chức sang tháng 11/2021.
Các xe trưng bày tại triển lãm

### 2019
Triển lãm ô tô Los Angeles 2019 mở cửa ngày 29/11, kết thúc ngày 1/12 với 4 ngày dành cho báo chí 18-21/11.
Các mẫu xe ra mắt tại triển lãm
- 2020 Acura MDX PMC Edition [6]
- 2021 Aston Martin DBX [7]
- 2020 Audi e-tron Sportback [8]
- 2020 Audi RS Q8 [9]
- 2020 BMW 2 Series Gran Coupé [10]
- 2020 BMW M2 CS [10]
- 2020 BMW M8 Gran Coupé [10]
- 2020 BMW X5 M, X6 M (auto show debut) [10]
- Bollinger B1/B2 electric SUV/truck [11]
- 2020 Dodge Challenger 50th Anniversary Edition [12]
- 2021 Ford Mustang Mach-E [13]
- 2020 Hyundai Ioniq (refresh) [14]
- 2020 Karma Revero GTS [15]
- 2020 Kia Niro Hybrid (refresh) [16]
- 2021 Lexus LC 500 Convertible [17]
- 2021 Lincoln Corsair Grand Touring (PHEV) [18]
- 2021 Mercedes-AMG GLE 63 S [19]
- 2021 Mercedes-AMG GLS 63 [19]
- 2020 Mini John Cooper Works GP [20]
- 2020 Porsche Taycan 4S (auto show debut) [21]
- 2020 Subaru WRX, WRX STI Series.White [22]
- 2021 Toyota RAV4 Prime (PHEV) [23]
- 2020 Volkswagen Atlas Cross Sport [11]

Mẫu xe dành cho thị trường Bắc Mỹ
- 2020 Alfa Romeo Giulia (refresh) [11]
- 2020 Alfa Romeo Stelvio (refresh) [11]
- 2020 Audi RS 6 Avant [11]
- 2020 Audi S8 [24]
- 2020 BMW X3 xDrive30e (PHEV) [10]
- 2020 BMW 330e (PHEV) [10]
- 2020 Buick Encore GX [25]
- 2021 Chevrolet Trailblazer [26]
- 2020 Fiat 500X Sport [27]
- 2020 Genesis G90 (refresh) [28]
- 2020 Honda CR-V Hybrid [29]
- 2021 Kia Seltos [30]
- 2020 Land Rover Defender 110 [31]
- 2020 Mazda CX-30 [32]
- 2020 Mini Cooper SE (EV) [20]
- 2020 Nissan Sentra [33]
- 2020 Porsche Macan Turbo (refresh) [21]
- 2020 Porsche Taycan [21]
- 2021 Toyota Mirai [34]

Mẫu concept
- Hyundai Vision T (plug-in hybrid SUV) [35]
- Karma SC2 [15]
- Kia Seltos X-Line concepts (Trail Attack, Urban) [30]
- Volkswagen ID. Space Vizzion [36]
- Mercedes-Benz Vision Mercedes Simplex [37]

Mẫu xe đua
- Hyundai RM19 [38]
- Volkswagen Atlas Cross Sport R (Baja 1000) [39]
- Porsche 99X Electric (Formula E) [21]